# Europejska Nagroda Muzyczna MTV dla najlepszego brytyjskiego i irlandzkiego wykonawcy
Europejska Nagroda Muzyczna MTV dla najlepszego brytyjskiego i irlandzkiego wykonawcy – nagroda przyznawana przez redakcję MTV UK and Ireland podczas corocznego rozdania MTV Europe Music Awards. Nagrodę dla najlepszego brytyjskiego i irlandzkiego wykonawcy po raz pierwszy przyznano w 1998 r. O zwycięstwie decydują widzowie za pomocą głosowania internetowego i telefonicznego (smsowego).

## Laureaci oraz nominowani do nagrody MTV
| Rok  | Laureat                 | Nominowani                                                                      |
| ---- | ----------------------- | ------------------------------------------------------------------------------- |
| 1998 | Five                    | - Another Level - B*Witched - Billie - Steps                                    |
| 1999 | Boyzone                 | - Basement Jaxx - Lynden David Hall - Manic Street Preachers - Texas - Westlife |
| 2000 | Westlife                | - Craig David - Sonique - Travis - Robbie Williams                              |
| 2001 | Craig David             | - Artful Dodger - Feeder - Gorillaz - S Club 7                                  |
| 2002 | Coldplay                | - Atomic Kitten - Ms. Dynamite - Sugababes - Underworld                         |
| 2003 | The Darkness            | - The Coral - Funeral for a Friend - The Libertines - The Thrills               |
| 2004 | Muse                    | - Natasha Bedingfield - Franz Ferdinand - Jamelia - The Streets                 |
| 2005 | Coldplay                | - James Blunt - Gorillaz - Kaiser Chiefs - Stereophonics                        |
| 2006 | The Kooks               | - Lily Allen - Arctic Monkeys - Muse - Corinne Bailey Rae                       |
| 2007 | Muse                    | - Arctic Monkeys - Klaxons - Mark Ronson - Amy Winehouse                        |
| 2008 | Leona Lewis             | - Adele - Duffy - The Ting Tings - The Wombats                                  |
| 2009 | Pixie Lott              | - Florence and the Machine - La Roux - The Saturdays - Tinchy Stryder           |
| 2010 | Marina and the Diamonds | - Delphic - Ellie Goulding - Rox - Tinie Tempah                                 |
| 2011 | Adele                   | - Coldplay - Florence and the Machine - Jessie J - Kasabian                     |
| 2012 | One Direction           | - Conor Maynard - Jessie J - Ed Sheeran - Rita Ora                              |
| 2013 | One Direction           | - Ellie Goulding - Calvin Harris - Olly Murs - Rudimental                       |
| 2014 | One Direction           | - Sam Smith - Calvin Harris - Ed Sheeran - Cheryl Cole                          |
| 2015 | Little Mix              | - Jess Glynne - One Direction - Years & Years - Ed Sheeran                      |
| 2016 | Little Mix              | - Adele - Coldplay - Years & Years - Zayn                                       |
| 2017 | Louis Tomlinson         | - Dua Lipa - Ed Sheeran - Little Mix - Stormzy                                  |
| 2018 | Little Mix              | - Anne-Marie - George Ezra - Stormzy - Dua Lipa                                 |
| 2019 | Little Mix              | - Lewis Capaldi - Dave - Mabel - Ed Sheeran                                     |